# Aleksandar Mondecar
Aleksandar Saša Mondecar (Zagreb, 26. travnja 1953.) hrvatski je kazališni djelatnik i dizajner rasvjete.
Član je Zajednice umjetnika Hrvatske od 2001. godine.

## Životopis
Djelovao je u mnogim kazalištima i kulturnim centrima u Hrvatskoj, a suradnju je ostvario i sa zagrebačkom kazališnom družinom Histrioni.
Godine 1996. odlazi u Englesku na akademijui LIPA (Liverpool Institut for Performing Arts).
Napisao je i 2000. godine objavio knjigu Uvod u kazališnu rasvjetu, prvu knjigu o scenskoj rasvjeti na hrvatskom jeziku, objavljenu u vlastitoj nakladi. Knjiga je postala obavezna literatura na predmetima o rasvjeti Akademije dramskih umjetnosti.

## Nagrade i priznanja
Posebna osobna zahvala Ministra kulture Republike Hrvatske, za ukupan doprinos kulturi Republike Hrvatske koji je ostvario svojim radom i zalaganjem za profesiju.  
- nagrada Varaždinskih baroknih večeri za poseban doprinos[3]
- 2007. – »Zlatna Žar ptica« na festivalu Naj, naj, naj za najbolje oblikovanje svjetla[13][14]
- 2007. – nagrada za oblikovanje rasvjete na Susretu profesionalnih kazališta za djecu i mlade Assitej, Čakovec, u predstavi "Ronja, razbojnička kći" GK Žar ptica[13][3]

- 2024. – nagrada i priznanje hrvatskog glumišta za izniman doprinos kazališnoj umjetnosti[15]